# Settimana Coppi e Bartali 2024
La 39.ª edición de la competición ciclista Settimana Coppi e Bartali (llamado oficialmente: Settimana Internazionale Coppi e Bartali) fue una carrera de ciclismo en ruta por etapas que se celebró entre el 19 y el 23 de marzo de 2024 en Italia, con inicio en la ciudad de Pésaro y final en la ciudad de Forli, sobre una distancia total de 709,3 kilómetros.
La carrera formó parte del UCI Europe Tour 2024, calendario ciclístico de los Circuitos Continentales UCI, dentro de la categoría 2.1 y fue ganada por el neerlandés Koen Bouwman del Visma | Lease a Bike. Completaron el podio, como segundo y tercer clasificado respectivamente, el irlandés Archie Ryan del EF Education-EasyPost y el italiano Diego Ulissi del UAE Emirates.

## Equipos participantes
Tomaron parte en la carrera 21 equipos: 4 de categoría UCI WorldTeam invitados por la organización, 8 de categoría UCI ProTeam y 9 de categoría Continental. Formaron así un pelotón de 143 ciclistas de los que acabaron 110. Los equipos participantes fueron:
| WorldTeams (4)- EF Education-EasyPost - Team Jayco AlUla - Team Visma \| Lease a Bike - UAE Team Emirates ProTeams (8)- Bingoal WB - Lotto Dstny - Q36.5 Pro Cycling Team - TDT-Unibet - Corratec-Vini Fantini - Polti Kometa - Tudor Pro Cycling Team - VF Group-Bardiani CSF-Faizané Equipos continentales (9)- Arkéa-B&B Hôtels Continentale - Petrolike - General Store-Essegibi-F.Lli Curia - GW Erco Shimano - JCL Team Ukyo - MG.K Vis Colors For Peace - MBH Bank Colpack Ballan - Team Technipes #inEmiliaRomagna - Work Service-Vitalcare-Dynatek |
| |

## Recorrido
La Settimana Coppi e Bartali dispuso de cinco etapas escarpadas para un recorrido total de 709,3 kilómetros.
| Etapa     | Fecha     | Recorrido                       | type | Distancia (km) | Desnivel (m) | Ganador         | Líder         |
| --------- | --------- | ------------------------------- | ---- | -------------- | ------------ | --------------- | ------------- |
| 1.ª etapa | 19 de mar | Pésaro – Pésaro                 |      | 109,7          | 1552 m       | Marco Brenner   | Marco Brenner |
| 2.ª etapa | 20 de mar | Riccione – Sogliano al Rubicone |      | 156,5          | 3083 m       | Diego Ulissi    | Diego Ulissi  |
| 3.ª etapa | 21 de mar | Riccione – Riccione             |      | 134,5          | 2730 m       | Koen Bouwman    | Koen Bouwman  |
| 4.ª etapa | 22 de mar | Brisighella – Brisighella       |      | 150,7          | 2215 m       | Archie Ryan     | Koen Bouwman  |
| 5.ª etapa | 23 de mar | Forlì – Forlì                   |      | 157,9          | 2950 m       | Jenno Berckmoes | Koen Bouwman  |

## Desarrollo de la carrera

### 1.ª etapa
| Pésaro - Pésaro |  | (109,7 km) |

| \| Clasificación de la etapa \| Clasificación de la etapa \| Clasificación de la etapa \| Clasificación de la etapa \| Clasificación de la etapa \| \| Ciclista \| Ciclista \| Equipo \| Tiempo \| \| \| ------------------------- \| ------------------------- \| -------------------------- \| ------------------------- \| ------------------------- \| \| 1.º \| Marco Brenner \| Tudor Pro Cycling Team \| 2 h 30 min 38 s \| \| \| 2.º \| Matteo Malucelli \| JCLTeam Ukyo \| + 1 s \| \| \| 3.º \| Jenno Berckmoes \| Lotto Dstny \| + 1 s \| \| \| 4.º \| Koen Bouwman \| Team Visma \\| Lease a Bike \| + 1 s \| \| \| 5.º \| Hartthijs de Vries \| TDT-Unibet \| + 1 s \| \| \| 6.º \| Davide De Pretto \| Team Jayco AlUla \| + 1 s \| \| \| 7.º \| Diego Ulissi \| UAE Team Emirates \| + 1 s \| \| \| 8.º \| Kristian Sbaragli \| Team Corratec-Vini Fantini \| + 1 s \| \| \| 9.º \| Diego Pablo Sevilla \| Team Polti Kometa \| + 1 s \| \| \| 10.º \| Gianluca Brambilla \| Q36.5 Pro Cycling Team \| + 1 s \| \| |                     |                            |                 |
| |                     |                            |                 |
| Fuente: ProCyclingStats |                     |                            |                 |
| Clasificación de la etapa |                     |                            |                 |
| Ciclista | Ciclista            | Equipo                     | Tiempo          |
| 1.º | Marco Brenner       | Tudor Pro Cycling Team     | 2 h 30 min 38 s |
| 2.º | Matteo Malucelli    | JCLTeam Ukyo               | + 1 s           |
| 3.º | Jenno Berckmoes     | Lotto Dstny                | + 1 s           |
| 4.º | Koen Bouwman        | Team Visma \| Lease a Bike | + 1 s           |
| 5.º | Hartthijs de Vries  | TDT-Unibet                 | + 1 s           |
| 6.º | Davide De Pretto    | Team Jayco AlUla           | + 1 s           |
| 7.º | Diego Ulissi        | UAE Team Emirates          | + 1 s           |
| 8.º | Kristian Sbaragli   | Team Corratec-Vini Fantini | + 1 s           |
| 9.º | Diego Pablo Sevilla | Team Polti Kometa          | + 1 s           |
| 10.º | Gianluca Brambilla  | Q36.5 Pro Cycling Team     | + 1 s           |

| \| Clasificación general \| Clasificación general \| Clasificación general \| Clasificación general \| Clasificación general \| \| Ciclista \| Ciclista \| Equipo \| Tiempo \| \| \| --------------------- \| --------------------- \| -------------------------- \| --------------------- \| --------------------- \| \| 1.º \| Marco Brenner \| Tudor Pro Cycling Team \| 2 h 30 min 28 s \| \| \| 2.º \| Matteo Malucelli \| JCLTeam Ukyo \| + 5 s \| \| \| 3.º \| Jenno Berckmoes \| Lotto Dstny \| + 7 s \| \| \| 4.º \| Koen Bouwman \| Team Visma \\| Lease a Bike \| + 11 s \| \| \| 5.º \| Hartthijs de Vries \| TDT-Unibet \| + 11 s \| \| \| 6.º \| Davide De Pretto \| Team Jayco AlUla \| + 11 s \| \| \| 7.º \| Diego Ulissi \| UAE Team Emirates \| + 11 s \| \| \| 8.º \| Kristian Sbaragli \| Team Corratec-Vini Fantini \| + 11 s \| \| \| 9.º \| Diego Pablo Sevilla \| Team Polti Kometa \| + 11 s \| \| \| 10.º \| Gianluca Brambilla \| Q36.5 Pro Cycling Team \| + 11 s \| \| |                     |                            |                 |
| |                     |                            |                 |
| Fuente: ProCyclingStats |                     |                            |                 |
| Clasificación general |                     |                            |                 |
| Ciclista | Ciclista            | Equipo                     | Tiempo          |
| 1.º | Marco Brenner       | Tudor Pro Cycling Team     | 2 h 30 min 28 s |
| 2.º | Matteo Malucelli    | JCLTeam Ukyo               | + 5 s           |
| 3.º | Jenno Berckmoes     | Lotto Dstny                | + 7 s           |
| 4.º | Koen Bouwman        | Team Visma \| Lease a Bike | + 11 s          |
| 5.º | Hartthijs de Vries  | TDT-Unibet                 | + 11 s          |
| 6.º | Davide De Pretto    | Team Jayco AlUla           | + 11 s          |
| 7.º | Diego Ulissi        | UAE Team Emirates          | + 11 s          |
| 8.º | Kristian Sbaragli   | Team Corratec-Vini Fantini | + 11 s          |
| 9.º | Diego Pablo Sevilla | Team Polti Kometa          | + 11 s          |
| 10.º | Gianluca Brambilla  | Q36.5 Pro Cycling Team     | + 11 s          |

### 2.ª etapa
| Riccione - Sogliano al Rubicone |  | (156,5 km) |

| \| Clasificación de la etapa \| Clasificación de la etapa \| Clasificación de la etapa \| Clasificación de la etapa \| Clasificación de la etapa \| \| Ciclista \| Ciclista \| Equipo \| Tiempo \| \| \| ------------------------- \| ------------------------- \| ----------------------------- \| ------------------------- \| ------------------------- \| \| 1.º \| Diego Ulissi \| UAE Team Emirates \| 3 h 55 min 31 s \| \| \| 2.º \| Davide De Pretto \| Team Jayco AlUla \| + 0 s \| \| \| 3.º \| Archie Ryan \| EF Education-EasyPost \| + 0 s \| \| \| 4.º \| Sylvain Moniquet \| Lotto Dstny \| + 0 s \| \| \| 5.º \| Milan Vader \| Team Visma \\| Lease a Bike \| + 0 s \| \| \| 6.º \| Koen Bouwman \| Team Visma \\| Lease a Bike \| + 0 s \| \| \| 7.º \| Gianluca Brambilla \| Q36.5 Pro Cycling Team \| + 0 s \| \| \| 8.º \| Adam Ťoupalík \| TDT-Unibet \| + 0 s \| \| \| 9.º \| Domenico Pozzovivo \| VF Group-Bardiani CSF-Faizanè \| + 0 s \| \| \| 10.º \| Giovanni Carboni \| JCLTeam Ukyo \| + 0 s \| \| |                    |                               |                 |
| |                    |                               |                 |
| Fuente: ProCyclingStats |                    |                               |                 |
| Clasificación de la etapa |                    |                               |                 |
| Ciclista | Ciclista           | Equipo                        | Tiempo          |
| 1.º | Diego Ulissi       | UAE Team Emirates             | 3 h 55 min 31 s |
| 2.º | Davide De Pretto   | Team Jayco AlUla              | + 0 s           |
| 3.º | Archie Ryan        | EF Education-EasyPost         | + 0 s           |
| 4.º | Sylvain Moniquet   | Lotto Dstny                   | + 0 s           |
| 5.º | Milan Vader        | Team Visma \| Lease a Bike    | + 0 s           |
| 6.º | Koen Bouwman       | Team Visma \| Lease a Bike    | + 0 s           |
| 7.º | Gianluca Brambilla | Q36.5 Pro Cycling Team        | + 0 s           |
| 8.º | Adam Ťoupalík      | TDT-Unibet                    | + 0 s           |
| 9.º | Domenico Pozzovivo | VF Group-Bardiani CSF-Faizanè | + 0 s           |
| 10.º | Giovanni Carboni   | JCLTeam Ukyo                  | + 0 s           |

| \| Clasificación general \| Clasificación general \| Clasificación general \| Clasificación general \| Clasificación general \| \| Ciclista \| Ciclista \| Equipo \| Tiempo \| \| \| --------------------- \| --------------------- \| ----------------------------- \| --------------------- \| --------------------- \| \| 1.º \| Diego Ulissi \| UAE Team Emirates \| 6 h 26 min 00 s \| \| \| 2.º \| Davide De Pretto \| Team Jayco AlUla \| + 7 s \| \| \| 3.º \| Archie Ryan \| EF Education-EasyPost \| + 9 s \| \| \| 4.º \| Koen Bouwman \| Team Visma \\| Lease a Bike \| + 13 s \| \| \| 5.º \| Gianluca Brambilla \| Q36.5 Pro Cycling Team \| + 13 s \| \| \| 6.º \| Sylvain Moniquet \| Lotto Dstny \| + 13 s \| \| \| 7.º \| Milan Vader \| Team Visma \\| Lease a Bike \| + 13 s \| \| \| 8.º \| Adam Ťoupalík \| TDT-Unibet \| + 17 s \| \| \| 9.º \| Jenno Berckmoes \| Lotto Dstny \| + 18 s \| \| \| 10.º \| Domenico Pozzovivo \| VF Group-Bardiani CSF-Faizanè \| + 18 s \| \| |                    |                               |                 |
| |                    |                               |                 |
| Fuente: ProCyclingStats |                    |                               |                 |
| Clasificación general |                    |                               |                 |
| Ciclista | Ciclista           | Equipo                        | Tiempo          |
| 1.º | Diego Ulissi       | UAE Team Emirates             | 6 h 26 min 00 s |
| 2.º | Davide De Pretto   | Team Jayco AlUla              | + 7 s           |
| 3.º | Archie Ryan        | EF Education-EasyPost         | + 9 s           |
| 4.º | Koen Bouwman       | Team Visma \| Lease a Bike    | + 13 s          |
| 5.º | Gianluca Brambilla | Q36.5 Pro Cycling Team        | + 13 s          |
| 6.º | Sylvain Moniquet   | Lotto Dstny                   | + 13 s          |
| 7.º | Milan Vader        | Team Visma \| Lease a Bike    | + 13 s          |
| 8.º | Adam Ťoupalík      | TDT-Unibet                    | + 17 s          |
| 9.º | Jenno Berckmoes    | Lotto Dstny                   | + 18 s          |
| 10.º | Domenico Pozzovivo | VF Group-Bardiani CSF-Faizanè | + 18 s          |

### 3.ª etapa
| Riccione - Riccione |  | (134,5 km) |

| \| Clasificación de la etapa \| Clasificación de la etapa \| Clasificación de la etapa \| Clasificación de la etapa \| Clasificación de la etapa \| \| Ciclista \| Ciclista \| Equipo \| Tiempo \| \| \| ------------------------- \| ------------------------- \| -------------------------- \| ------------------------- \| ------------------------- \| \| 1.º \| Koen Bouwman \| Team Visma \\| Lease a Bike \| 3 h 16 min 36 s \| \| \| 2.º \| Louka Matthys \| Bingoal WB \| + 0 s \| \| \| 3.º \| Jenno Berckmoes \| Lotto Dstny \| + 13 s \| \| \| 4.º \| Giovanni Carboni \| JCLTeam Ukyo \| + 13 s \| \| \| 5.º \| Gianluca Brambilla \| Q36.5 Pro Cycling Team \| + 13 s \| \| \| 6.º \| Davide De Pretto \| Team Jayco AlUla \| + 13 s \| \| \| 7.º \| Adam Ťoupalík \| TDT-Unibet \| + 13 s \| \| \| 8.º \| Sylvain Moniquet \| Lotto Dstny \| + 13 s \| \| \| 9.º \| Thomas Pesenti \| JCLTeam Ukyo \| + 13 s \| \| \| 10.º \| Mathys Rondel \| Tudor Pro Cycling Team \| + 13 s \| \| |                    |                            |                 |
| |                    |                            |                 |
| Fuente: ProCyclingStats |                    |                            |                 |
| Clasificación de la etapa |                    |                            |                 |
| Ciclista | Ciclista           | Equipo                     | Tiempo          |
| 1.º | Koen Bouwman       | Team Visma \| Lease a Bike | 3 h 16 min 36 s |
| 2.º | Louka Matthys      | Bingoal WB                 | + 0 s           |
| 3.º | Jenno Berckmoes    | Lotto Dstny                | + 13 s          |
| 4.º | Giovanni Carboni   | JCLTeam Ukyo               | + 13 s          |
| 5.º | Gianluca Brambilla | Q36.5 Pro Cycling Team     | + 13 s          |
| 6.º | Davide De Pretto   | Team Jayco AlUla           | + 13 s          |
| 7.º | Adam Ťoupalík      | TDT-Unibet                 | + 13 s          |
| 8.º | Sylvain Moniquet   | Lotto Dstny                | + 13 s          |
| 9.º | Thomas Pesenti     | JCLTeam Ukyo               | + 13 s          |
| 10.º | Mathys Rondel      | Tudor Pro Cycling Team     | + 13 s          |

| \| Clasificación general \| Clasificación general \| Clasificación general \| Clasificación general \| Clasificación general \| \| Ciclista \| Ciclista \| Equipo \| Tiempo \| \| \| --------------------- \| --------------------- \| ----------------------------- \| --------------------- \| --------------------- \| \| 1.º \| Koen Bouwman \| Team Visma \\| Lease a Bike \| 9 h 42 min 39 s \| \| \| 2.º \| Diego Ulissi \| UAE Team Emirates \| + 10 s \| \| \| 3.º \| Louka Matthys \| Bingoal WB \| + 13 s \| \| \| 4.º \| Davide De Pretto \| Team Jayco AlUla \| + 17 s \| \| \| 5.º \| Archie Ryan \| EF Education-EasyPost \| + 19 s \| \| \| 6.º \| Gianluca Brambilla \| Q36.5 Pro Cycling Team \| + 23 s \| \| \| 7.º \| Sylvain Moniquet \| Lotto Dstny \| + 23 s \| \| \| 8.º \| Jenno Berckmoes \| Lotto Dstny \| + 24 s \| \| \| 9.º \| Adam Ťoupalík \| TDT-Unibet \| + 27 s \| \| \| 10.º \| Domenico Pozzovivo \| VF Group-Bardiani CSF-Faizanè \| + 28 s \| \| |                    |                               |                 |
| |                    |                               |                 |
| Fuente: ProCyclingStats |                    |                               |                 |
| Clasificación general |                    |                               |                 |
| Ciclista | Ciclista           | Equipo                        | Tiempo          |
| 1.º | Koen Bouwman       | Team Visma \| Lease a Bike    | 9 h 42 min 39 s |
| 2.º | Diego Ulissi       | UAE Team Emirates             | + 10 s          |
| 3.º | Louka Matthys      | Bingoal WB                    | + 13 s          |
| 4.º | Davide De Pretto   | Team Jayco AlUla              | + 17 s          |
| 5.º | Archie Ryan        | EF Education-EasyPost         | + 19 s          |
| 6.º | Gianluca Brambilla | Q36.5 Pro Cycling Team        | + 23 s          |
| 7.º | Sylvain Moniquet   | Lotto Dstny                   | + 23 s          |
| 8.º | Jenno Berckmoes    | Lotto Dstny                   | + 24 s          |
| 9.º | Adam Ťoupalík      | TDT-Unibet                    | + 27 s          |
| 10.º | Domenico Pozzovivo | VF Group-Bardiani CSF-Faizanè | + 28 s          |

### 4.ª etapa
| Brisighella - Brisighella |  | (150,7 km) |

| \| Clasificación de la etapa \| Clasificación de la etapa \| Clasificación de la etapa \| Clasificación de la etapa \| Clasificación de la etapa \| \| Ciclista \| Ciclista \| Equipo \| Tiempo \| \| \| ------------------------- \| ------------------------- \| -------------------------- \| ------------------------- \| ------------------------- \| \| 1.º \| Archie Ryan \| EF Education-EasyPost \| 3 h 32 min 40 s \| \| \| 2.º \| Jenno Berckmoes \| Lotto Dstny \| + 0 s \| \| \| 3.º \| Adam Ťoupalík \| TDT-Unibet \| + 0 s \| \| \| 4.º \| Lukas Nerurkar \| EF Education-EasyPost \| + 0 s \| \| \| 5.º \| Davide De Pretto \| Team Jayco AlUla \| + 0 s \| \| \| 6.º \| Diego Ulissi \| UAE Team Emirates \| + 0 s \| \| \| 7.º \| Koen Bouwman \| Team Visma \\| Lease a Bike \| + 0 s \| \| \| 8.º \| Sylvain Moniquet \| Lotto Dstny \| + 0 s \| \| \| 9.º \| Sergio Meris \| MBH Bank Colpack Ballan \| + 0 s \| \| \| 10.º \| Paul Double \| Team Polti Kometa \| + 4 s \| \| |                  |                            |                 |
| |                  |                            |                 |
| Fuente: ProCyclingStats |                  |                            |                 |
| Clasificación de la etapa |                  |                            |                 |
| Ciclista | Ciclista         | Equipo                     | Tiempo          |
| 1.º | Archie Ryan      | EF Education-EasyPost      | 3 h 32 min 40 s |
| 2.º | Jenno Berckmoes  | Lotto Dstny                | + 0 s           |
| 3.º | Adam Ťoupalík    | TDT-Unibet                 | + 0 s           |
| 4.º | Lukas Nerurkar   | EF Education-EasyPost      | + 0 s           |
| 5.º | Davide De Pretto | Team Jayco AlUla           | + 0 s           |
| 6.º | Diego Ulissi     | UAE Team Emirates          | + 0 s           |
| 7.º | Koen Bouwman     | Team Visma \| Lease a Bike | + 0 s           |
| 8.º | Sylvain Moniquet | Lotto Dstny                | + 0 s           |
| 9.º | Sergio Meris     | MBH Bank Colpack Ballan    | + 0 s           |
| 10.º | Paul Double      | Team Polti Kometa          | + 4 s           |

| \| Clasificación general \| Clasificación general \| Clasificación general \| Clasificación general \| Clasificación general \| \| Ciclista \| Ciclista \| Equipo \| Tiempo \| \| \| --------------------- \| --------------------- \| ----------------------------- \| --------------------- \| --------------------- \| \| 1.º \| Koen Bouwman \| Team Visma \\| Lease a Bike \| 13 h 15 min 19 s \| \| \| 2.º \| Archie Ryan \| EF Education-EasyPost \| + 9 s \| \| \| 3.º \| Diego Ulissi \| UAE Team Emirates \| + 10 s \| \| \| 4.º \| Davide De Pretto \| Team Jayco AlUla \| + 17 s \| \| \| 5.º \| Jenno Berckmoes \| Lotto Dstny \| + 18 s \| \| \| 6.º \| Sylvain Moniquet \| Lotto Dstny \| + 23 s \| \| \| 7.º \| Adam Ťoupalík \| TDT-Unibet \| + 23 s \| \| \| 8.º \| Domenico Pozzovivo \| VF Group-Bardiani CSF-Faizanè \| + 32 s \| \| \| 9.º \| Thomas Pesenti \| JCLTeam Ukyo \| + 32 s \| \| \| 10.º \| Floris De Tier \| Bingoal WB \| + 32 s \| \| |                    |                               |                  |
| |                    |                               |                  |
| Fuente: ProCyclingStats |                    |                               |                  |
| Clasificación general |                    |                               |                  |
| Ciclista | Ciclista           | Equipo                        | Tiempo           |
| 1.º | Koen Bouwman       | Team Visma \| Lease a Bike    | 13 h 15 min 19 s |
| 2.º | Archie Ryan        | EF Education-EasyPost         | + 9 s            |
| 3.º | Diego Ulissi       | UAE Team Emirates             | + 10 s           |
| 4.º | Davide De Pretto   | Team Jayco AlUla              | + 17 s           |
| 5.º | Jenno Berckmoes    | Lotto Dstny                   | + 18 s           |
| 6.º | Sylvain Moniquet   | Lotto Dstny                   | + 23 s           |
| 7.º | Adam Ťoupalík      | TDT-Unibet                    | + 23 s           |
| 8.º | Domenico Pozzovivo | VF Group-Bardiani CSF-Faizanè | + 32 s           |
| 9.º | Thomas Pesenti     | JCLTeam Ukyo                  | + 32 s           |
| 10.º | Floris De Tier     | Bingoal WB                    | + 32 s           |

### 5.ª etapa
| Forlì - Forlì |  | (157,9 km) |

| \| Clasificación de la etapa \| Clasificación de la etapa \| Clasificación de la etapa \| Clasificación de la etapa \| Clasificación de la etapa \| \| Ciclista \| Ciclista \| Equipo \| Tiempo \| \| \| ------------------------- \| ------------------------- \| ----------------------------- \| ------------------------- \| ------------------------- \| \| 1.º \| Jenno Berckmoes \| Lotto Dstny \| 4 h 20 min 25 s \| \| \| 2.º \| Lukas Nerurkar \| EF Education-EasyPost \| + 0 s \| \| \| 3.º \| Davide De Pretto \| Team Jayco AlUla \| + 0 s \| \| \| 4.º \| Giovanni Carboni \| JCLTeam Ukyo \| + 0 s \| \| \| 5.º \| Gianluca Brambilla \| Q36.5 Pro Cycling Team \| + 0 s \| \| \| 6.º \| Alessandro Pinarello \| VF Group-Bardiani CSF-Faizanè \| + 0 s \| \| \| 7.º \| Marco Brenner \| Tudor Pro Cycling Team \| + 0 s \| \| \| 8.º \| Thomas Pesenti \| JCLTeam Ukyo \| + 0 s \| \| \| 9.º \| Alessio Martinelli \| VF Group-Bardiani CSF-Faizanè \| + 0 s \| \| \| 10.º \| Diego Ulissi \| UAE Team Emirates \| + 0 s \| \| |                      |                               |                 |
| |                      |                               |                 |
| Fuente: ProCyclingStats |                      |                               |                 |
| Clasificación de la etapa |                      |                               |                 |
| Ciclista | Ciclista             | Equipo                        | Tiempo          |
| 1.º | Jenno Berckmoes      | Lotto Dstny                   | 4 h 20 min 25 s |
| 2.º | Lukas Nerurkar       | EF Education-EasyPost         | + 0 s           |
| 3.º | Davide De Pretto     | Team Jayco AlUla              | + 0 s           |
| 4.º | Giovanni Carboni     | JCLTeam Ukyo                  | + 0 s           |
| 5.º | Gianluca Brambilla   | Q36.5 Pro Cycling Team        | + 0 s           |
| 6.º | Alessandro Pinarello | VF Group-Bardiani CSF-Faizanè | + 0 s           |
| 7.º | Marco Brenner        | Tudor Pro Cycling Team        | + 0 s           |
| 8.º | Thomas Pesenti       | JCLTeam Ukyo                  | + 0 s           |
| 9.º | Alessio Martinelli   | VF Group-Bardiani CSF-Faizanè | + 0 s           |
| 10.º | Diego Ulissi         | UAE Team Emirates             | + 0 s           |

## Clasificaciones finales
- Las clasificaciones finalizaron de la siguiente forma:[4]

### Clasificación general
| \| Clasificación general \| Clasificación general \| Clasificación general \| Clasificación general \| Clasificación general \| \| Ciclista \| Ciclista \| Equipo \| Tiempo \| \| \| --------------------- \| --------------------- \| ----------------------------- \| --------------------- \| --------------------- \| \| 1.º \| Koen Bouwman \| Team Visma \\| Lease a Bike \| 17 h 35 min 44 s \| \| \| 2.º \| Archie Ryan \| EF Education-EasyPost \| + 9 s \| \| \| 3.º \| Diego Ulissi \| UAE Team Emirates \| + 10 s \| \| \| 4.º \| Davide De Pretto \| Team Jayco AlUla \| + 17 s \| \| \| 5.º \| Jenno Berckmoes \| Lotto Dstny \| + 18 s \| \| \| 6.º \| Sylvain Moniquet \| Lotto Dstny \| + 23 s \| \| \| 7.º \| Adam Ťoupalík \| TDT-Unibet \| + 23 s \| \| \| 8.º \| Domenico Pozzovivo \| VF Group-Bardiani CSF-Faizanè \| + 32 s \| \| \| 9.º \| Giovanni Carboni \| JCLTeam Ukyo \| + 34 s \| \| \| 10.º \| Thomas Pesenti \| JCLTeam Ukyo \| + 36 s \| \| |                    |                               |                  |
| |                    |                               |                  |
| Fuente: ProCyclingStats |                    |                               |                  |
| Clasificación general |                    |                               |                  |
| Ciclista | Ciclista           | Equipo                        | Tiempo           |
| 1.º | Koen Bouwman       | Team Visma \| Lease a Bike    | 17 h 35 min 44 s |
| 2.º | Archie Ryan        | EF Education-EasyPost         | + 9 s            |
| 3.º | Diego Ulissi       | UAE Team Emirates             | + 10 s           |
| 4.º | Davide De Pretto   | Team Jayco AlUla              | + 17 s           |
| 5.º | Jenno Berckmoes    | Lotto Dstny                   | + 18 s           |
| 6.º | Sylvain Moniquet   | Lotto Dstny                   | + 23 s           |
| 7.º | Adam Ťoupalík      | TDT-Unibet                    | + 23 s           |
| 8.º | Domenico Pozzovivo | VF Group-Bardiani CSF-Faizanè | + 32 s           |
| 9.º | Giovanni Carboni   | JCLTeam Ukyo                  | + 34 s           |
| 10.º | Thomas Pesenti     | JCLTeam Ukyo                  | + 36 s           |

### Clasificación de los puntos
| Clasificación por puntos | Clasificación por puntos | Clasificación por puntos   | Clasificación por puntos | Clasificación por puntos |
| Ciclista                 | Ciclista                 | Equipo                     | Puntos                   |                          |
| ------------------------ | ------------------------ | -------------------------- | ------------------------ | ------------------------ |
| 1.º                      | Jenno Berckmoes          | Lotto Dstny                | 30 pts                   |                          |
| 2.º                      | Davide De Pretto         | Team Jayco AlUla           | 24 pts                   |                          |
| 3.º                      | Koen Bouwman             | Team Visma \| Lease a Bike | 20 pts                   |                          |
| 4.º                      | Archie Ryan              | EF Education-EasyPost      | 16 pts                   |                          |
| 5.º                      | Diego Ulissi             | UAE Team Emirates          | 15 pts                   |                          |
| 6.º                      | Lukas Nerurkar           | EF Education-EasyPost      | 13 pts                   |                          |
| 7.º                      | Marco Brenner            | Tudor Pro Cycling Team     | 12 pts                   |                          |
| 8.º                      | Giovanni Carboni         | JCLTeam Ukyo               | 10 pts                   |                          |
| 9.º                      | Gianluca Brambilla       | Q36.5 Pro Cycling Team     | 10 pts                   |                          |
| 10.º                     | Adam Ťoupalík            | TDT-Unibet                 | 9 pts                    |                          |

### Clasificación de la montaña
| Clasificación de la montaña | Clasificación de la montaña | Clasificación de la montaña     | Clasificación de la montaña | Clasificación de la montaña |
| Ciclista                    | Ciclista                    | Equipo                          | Puntos                      |                             |
| --------------------------- | --------------------------- | ------------------------------- | --------------------------- | --------------------------- |
| 1.º                         | Manuele Tarozzi             | VF Group-Bardiani CSF-Faizanè   | 51 pts                      |                             |
| 2.º                         | Sébastien Reichenbach       | Tudor Pro Cycling Team          | 28 pts                      |                             |
| 3.º                         | Alessandro Fancellu         | Q36.5 Pro Cycling Team          | 16 pts                      |                             |
| 4.º                         | Lennert Teugels             | Bingoal WB                      | 16 pts                      |                             |
| 5.º                         | Nariyuki Masuda             | JCLTeam Ukyo                    | 15 pts                      |                             |
| 6.º                         | Matteo Scalco               | VF Group-Bardiani CSF-Faizanè   | 10 pts                      |                             |
| 7.º                         | Milan Donie                 | Lotto Dstny Development Team    | 10 pts                      |                             |
| 8.º                         | Francesco Carollo           | MG.K Vis Colors For Peace       | 9 pts                       |                             |
| 9.º                         | Diego Pescador              | GW Erco Shimano                 | 8 pts                       |                             |
| 10.º                        | Emanuele Ansaloni           | Team Technipes #inEmiliaRomagna | 8 pts                       |                             |

### Clasificación de los jóvenes
| Clasificación del mejor joven | Clasificación del mejor joven | Clasificación del mejor joven | Clasificación del mejor joven | Clasificación del mejor joven |
| Ciclista                      | Ciclista                      | Equipo                        | Tiempo                        |                               |
| ----------------------------- | ----------------------------- | ----------------------------- | ----------------------------- | ----------------------------- |
| 1.º                           | Archie Ryan                   | EF Education-EasyPost         | 17 h 35 min 53 s              |                               |
| 2.º                           | Davide De Pretto              | Team Jayco AlUla              | + 8 s                         |                               |
| 3.º                           | Jenno Berckmoes               | Lotto Dstny                   | + 9 s                         |                               |
| 4.º                           | Mathys Rondel                 | Tudor Pro Cycling Team        | + 27 s                        |                               |
| 5.º                           | Giulio Pellizzari             | VF Group-Bardiani CSF-Faizanè | + 27 s                        |                               |
| 6.º                           | Johannes Staune-Mittet        | Team Visma \| Lease a Bike    | + 27 s                        |                               |
| 7.º                           | Tijmen Graat                  | Team Visma \| Lease a Bike    | + 1 min 59 s                  |                               |
| 8.º                           | Jarno Widar                   | Lotto Dstny                   | + 2 min 19 s                  |                               |
| 9.º                           | Florian Kajamini              | MBH Bank Colpack Ballan       | + 2 min 36 s                  |                               |
| 10.º                          | Diego Pescador                | GW Erco Shimano               | + 2 min 36 s                  |                               |

### Clasificación por equipos
| Clasificación por equipos | Clasificación por equipos     | Clasificación por equipos | Clasificación por equipos |
| Equipo                    | Equipo                        | Tiempo                    |                           |
| ------------------------- | ----------------------------- | ------------------------- | ------------------------- |
| 1.º                       | Lotto Dstny                   | 52 h 48 min 46 s          |                           |
| 2.º                       | VF Group-Bardiani CSF-Faizané | + 10 s                    |                           |
| 3.º                       | Team Visma \| Lease a Bike    | + 43 s                    |                           |
| 4.º                       | EF Education-EasyPost         | + 6 min 37 s              |                           |
| 5.º                       | Tudor Pro Cycling Team        | + 10 min 45 s             |                           |
| 6.º                       | Team Jayco AlUla              | + 11 min 01 s             |                           |
| 7.º                       | Q36.5 Pro Cycling Team        | + 12 min 29 s             |                           |
| 8.º                       | TDT-Unibet                    | + 14 min 33 s             |                           |
| 9.º                       | JCL Team Ukyo                 | + 14 min 44 s             |                           |
| 10.º                      | UAE Team Emirates             | + 20 min 09 s             |                           |

## Evolución de las clasificaciones
| Etapa                   |                         | Ganador _       | Clasificación general | Puntos          | Montaña         | Jóvenes          | Equipo _                   |
| ----------------------- | ----------------------- | --------------- | --------------------- | --------------- | --------------- | ---------------- | -------------------------- |
| 1.ª etapa               |                         | Marco Brenner   | Marco Brenner         | Marco Brenner   | Manuele Tarozzi | Marco Brenner    | Tudor Pro Cycling Team     |
| 2.ª etapa               |                         | Diego Ulissi    | Diego Ulissi          | Diego Ulissi    | Manuele Tarozzi | Davide De Pretto | Team Visma \| Lease a Bike |
| 3.ª etapa               |                         | Koen Bouwman    | Koen Bouwman          | Koen Bouwman    | Manuele Tarozzi | Davide De Pretto | Lotto Dstny                |
| 4.ª etapa               |                         | Archie Ryan     | Koen Bouwman          | Koen Bouwman    | Manuele Tarozzi | Archie Ryan      | Lotto Dstny                |
| 5.ª etapa               |                         | Jenno Berckmoes | Koen Bouwman          | Jenno Berckmoes | Manuele Tarozzi | Archie Ryan      | Lotto Dstny                |
| Clasificaciones finales | Clasificaciones finales |                 | Koen Bouwman          | Jenno Berckmoes | Manuele Tarozzi | Archie Ryan      | Lotto Dstny                |

## Ciclistas participantes y posiciones finales
Convenciones:
- AB-N: Abandono en la etapa "N"
- FLT-N: Retiro por arribo fuera del límite de tiempo en la etapa "N"
- NTS-N: No tomó la salida para la etapa "N"
- DES-N: Descalificado o expulsado en la etapa "N"

## UCI World Ranking
La Settimana Coppi e Bartali otorgó puntos para el UCI World Ranking para corredores de los equipos en las categorías UCI WorldTeam, UCI ProTeam y Continental. Las siguientes tablas son el baremo de puntuación y los diez corredores que obtuvieron más puntos:
| Posición              | 1.º | 2.º | 3.º | 4.º | 5.º | 6.º | 7.º | 8.º | 9.º | 10.º | 11.º | 12.º | 13.º-15.º | 16.º-25.º |
| Clasificación general | 125 | 85  | 70  | 60  | 50  | 40  | 35  | 30  | 25  | 20   | 15   | 10   | 5         | 3         |
| Por etapa             | 14  | 5   | 3   |     |     |     |     |     |     |      |      |      |           |           |
| Líder                 | 3   |     |     |     |     |     |     |     |     |      |      |      |           |           |

| Clasificación |                    |                               |         |       |       |       |
| Posición      | Ciclista           | Equipo                        | General | Etapa | Líder | Total |
| ------------- | ------------------ | ----------------------------- | ------- | ----- | ----- | ----- |
| 1.º           | Koen Bouwman       | Visma \| Lease a Bike         | 125     | 14    | 6     | 145   |
| 2.º           | Archie Ryan        | EF Education-EasyPost         | 85      | 17    | -     | 102   |
| 3.º           | Diego Ulissi       | UAE Emirates                  | 70      | 14    | 3     | 87    |
| 4.º           | Jenno Berckmoes    | Lotto Dstny                   | 50      | 25    | -     | 75    |
| 5.º           | Davide De Pretto   | Jayco AlUla                   | 60      | 8     | -     | 68    |
| 6.º           | Sylvain Moniquet   | Lotto Dstny                   | 40      | -     | -     | 40    |
| 7.º           | Adam Ťoupalík      | TDT-Unibet                    | 35      | 3     | -     | 38    |
| 8.º           | Domenico Pozzovivo | VF Group Bardiani-CSF Faizanè | 30      | -     | -     | 30    |
| 9.º           | Giovanni Carboni   | JCL Ukyo                      | 25      | -     | -     | 25    |
| 10.º          | Thomas Pesenti     | JCL Ukyo                      | 20      | -     | -     | 20    |